# Orde van het Schitterende Jade

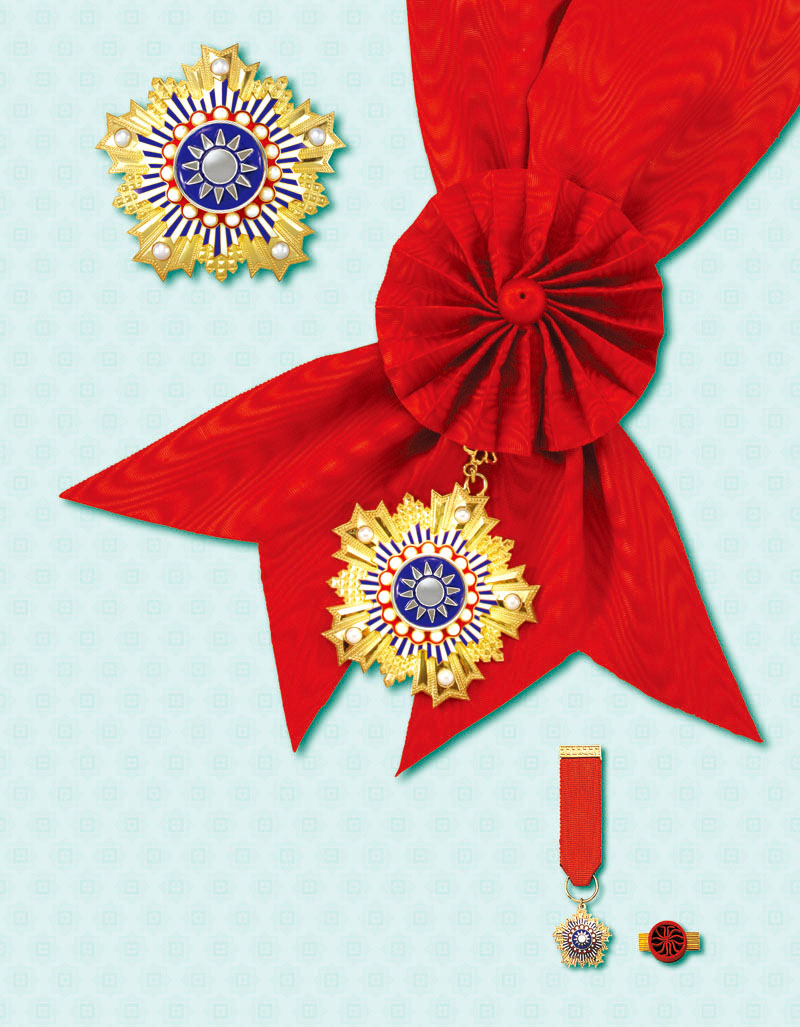
Orde van het Schitterende Jade

 De Orde van het Schitterende Jade werd op 2 december 1933 door de Chinese minister-president Chiang Kai-shek ingesteld als onderscheiding voor staatshoofden. Deze ridderorde kent slechts één enkele graad: Grootlint. De gedecoreerden dragen het kleinood van de orde aan een breed donkerrood lint over de schouder en de ster van de orde op de linkerborst.

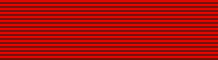
Het lint

Toen in 1949 de verslagen Chinese regering naar Taiwan vluchtte bleef deze onderscheiding daar deel uitmaken van het decoratiestelsel van de Republiek China. De in Peking residerende regering van de Volksrepubliek China verleent deze onderscheiding niet. 

## Gedecoreerden
- Erich Raeder
- Erhard Milch
- Wilhelm Keppler